# 4063 Euforbo
4063 Euforbo é um grande asteroide troiano de Júpiter que orbita no ponto de Lagrange L4 do sistema Sol - Júpiter, no "campo grego" de asteroides troianos. Ele possui uma magnitude absoluta de 8,60 e um diâmetro de 102,46 km.

## Descoberta e nomeação
4063 Euforbo foi descoberto no dia 1 de fevereiro de 1989, por Observatório San Vittore em Bolonha. Esse objeto foi nomeado em honra de Euforbo, uma figura mitológica da Guerra de Troia.

## Características orbitais
A órbita de 4063 Euforbo tem uma excentricidade de 0,1189 e possui um semieixo maior de 5,179 UA. O seu periélio leva o mesmo a uma distância de 4,563 UA em relação ao Sol e seu afélio a 5,795 UA.